# جون هاريسون ميلز

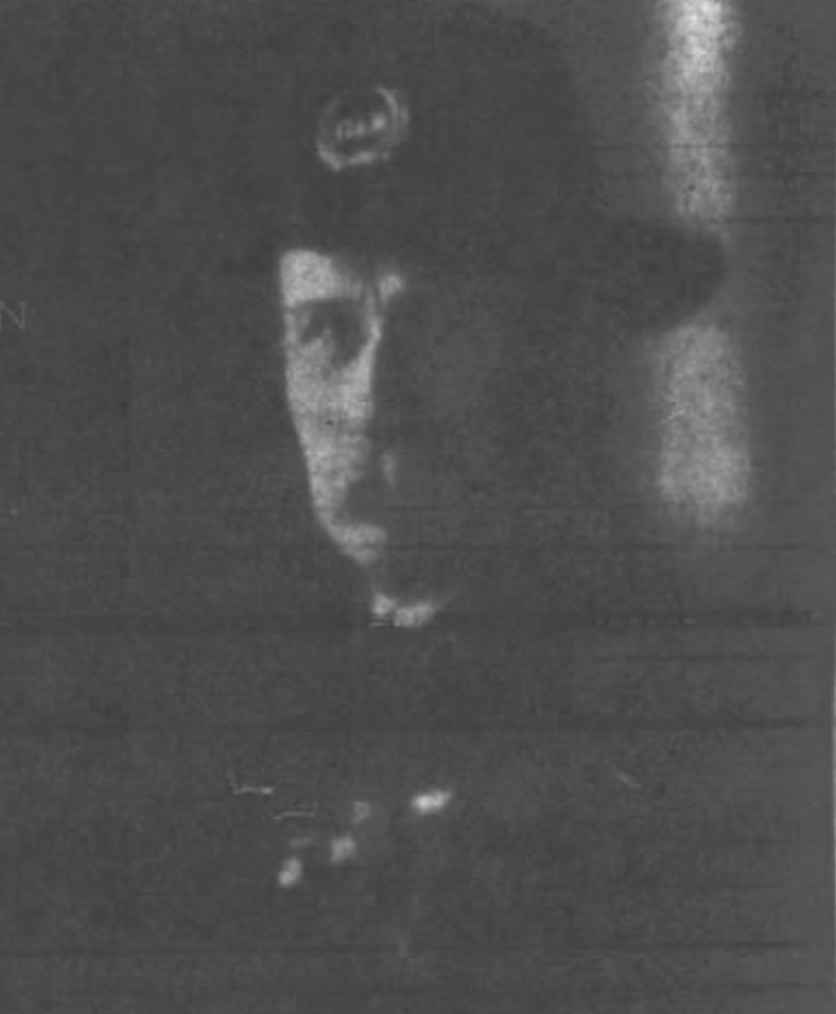
جون هاريسون ميلز في زي الاتحاد، ق. 1915

جون هاريسون ميلز (11 يناير 1842 – 23 أكتوبر 1916) (بالإنجليزية: John Harrison Mills) كان فنانًا ورجل أعمال ومحسنًا أمريكيًا عمل في بوفالو، نيويورك، وفي كولورادو. بينما اعتبر نفسه بالدرجة الأولى رسامًا، إلا أنه عمل أيضًا في النحت والرسومات والشعر وكتابات أخرى. كانت مهنته الأساسية هي النقش، حيث كان يصنع الرسوم التوضيحية للمنشورات في ذلك الوقت. كان شريكًا في أعمال الطباعة الحجرية وأعمال الحفر والنشر، وأسس شركة شحن للفنانين.
في شبابه أصيب بجروح بالغة في معركة بول رن الثانية، وكان متورطًا مع مجموعات المحاربين القدامى لبقية حياته، ومعظمها جيش الجمهورية الأعظم (GAR). كان عضوًا في العديد من مجموعات الفنانين، وأسس بعضها ونظم معارض ودرّس دروس الفن. أصبح ميلز في سنوات حياته اللاحقة داعمًا للظهور المتزايد للبهائية والتي ساعد في تأسيسها في بوفالو.
تصور أعماله الحرب الأهلية الأمريكية وتأثيراتها المستمرة، ومناظر الطبيعة البرية، واللوحات التصويرية، ومشاهد الحياة. فاز ببعض الجوائز لأعماله الفنية، والتي توجد أجزاء منها في مجموعات متحف رواد كولورادو سبرينغس، ومعرض ألبرايت-نوكس للفنون، وأكاديمية بوفالو للفنون الجميلة.

## النشأة والتعليم

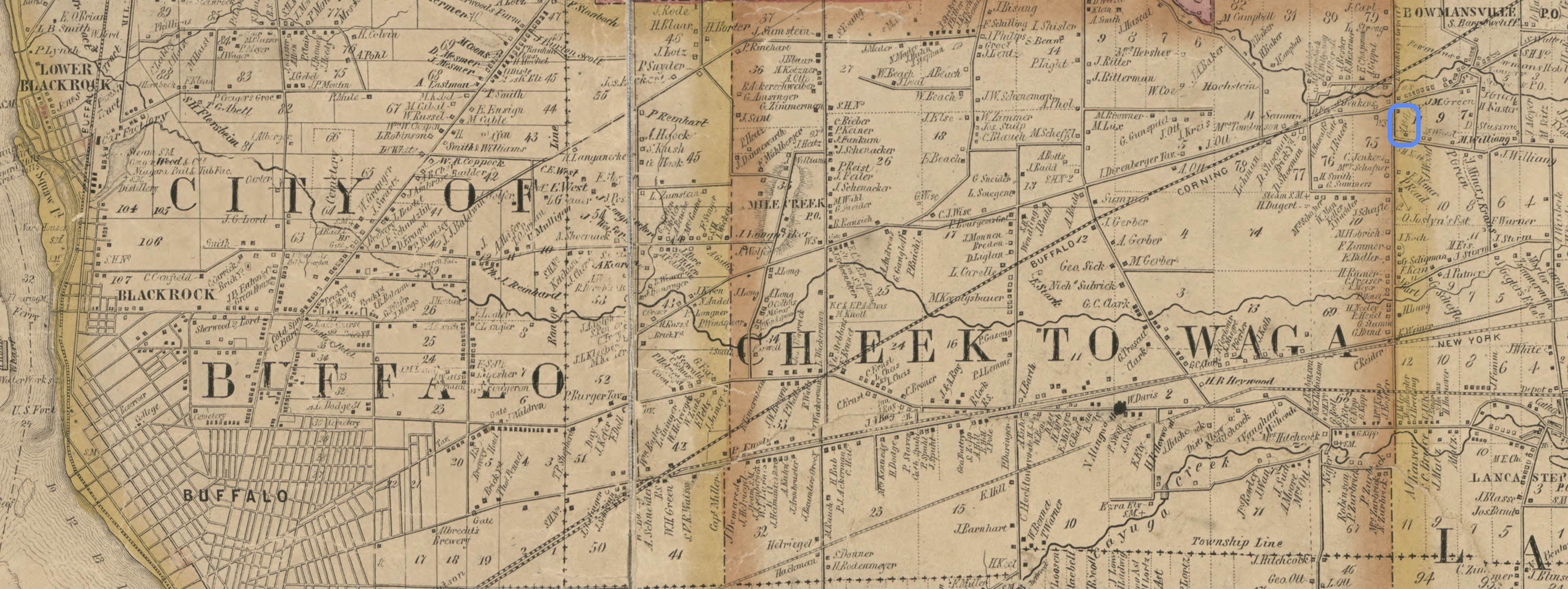
بومانزفيل، نيويورك، (أعلى اليمين) بالنسبة لمدينة بوفالو - مزرعة إيه. ميلز مميزة بالأكوا بالقرب من أعلى اليمين

وُلِد جون هاريسون ميلز في 11 يناير 1842، في قرية بومانزفيل، نيويورك. وكان الابن الأول لآرون ب. ميلز وأبيجيل، وكلاهما من مقاطعة أوتسيغو. كانوا عائلة زراعية، نشأ مع إخوته دانيال و، إلفيرا، وآرون ت. (وُلِد في ق. 1852). عمل جميع الأطفال في المزرعة:p1 وتربوا على طريقة المعمدانيين الجادة في التفكير.:p3

حين كان طفلا، كان ميلز معروفًا بتشكيل الطين. كتب في السيرة الذاتية بينيديكت ر. مارينياك:
قبل فترة طويلة من تمكنه من القراءة والكتابة بما يرضي المعلم، [كان] يعود من الحقل ويستخدم الخشب المتفحم لرسم صور للأشياء التي رآها. من تراب الملعب الذي قلبه محراثه كان يصنع أشكالا من حيوانات الفناء ... كان الناس يتعرفون فورا على الأشياء التي شكلها ورسمها.:p3

توفيت أبيجيل بحلول أواخر عام 1855. في عام 1857، في سن الخامسة عشرة، انتقل ميلز إلى بوفالو ليصبح فنانًا. اعتقد مارييناك أن والد ميلز أيد هذه الخطوة لتطوير الحس التجاري. :p3 أصبح ميلز متدربًا في طبع الأوراق النقدية لجاك جاميسون،:p3 لكنه عانى من الإجهاد في العين. ثم توجه للعمل في الرخام مع النحات ويليام لاوتز والرسم مع لارس غوستاف سيلستيدت، وبمساعدة من ويليام بيرد، بدأ في رسم البورتريهات.:p3 في سن السابعة عشرة، رسم ميلز بورتريه لوالده.:p3 نصب خيمة على ضفاف نياجارا 1859-1860 حيث باع لوحاته.:pp3،79 في خريف ذلك العام لوحظ كعضو في نادي بلا اسم وقدم محاضرة.[بحاجة لشرح] بحلول ديسمبر 1860، كان ميلز قد استأجر غرفًا للاستوديو في بوفالو، في مبنى ويد بلوك.

## الخبرة الحربية
بعد معركة فورت سمتر في أبريل 1861، التحق ميلز بقوات الاتحاد في الحرب الأهلية، وكان عمره 19 عامًا.:p354 في 8 مايو، تم تسريحه مع فرقة المشاة التطوعية الحادية والعشرين في نيويورك،:p5 التي انضمت إلى جيش بوتوماك خلال فترة الحرب. بحلول 21 مايو، كانوا قد أسسوا "كامب بفالو" ثم "فورت بفالو" في واشنطن العاصمة.:p5 قام ميلز بحفظ سجلات الفوج في الأيام الأولى من نشرها.:p5 كما أنه رسم بعض الصور الشخصية للجنود والمعسكرات.:p84 شارك في معركة بول رن الأولى في 21 يوليو 1861، حيث كان ميلز جنديًا في السرية D.
قاتل بعد ذلك في 30 أغسطس 1862 في معركة بول رن الثانية. لاحقًا، سجل التفاصيل الشخصية للمعركة في كتابه Chronicles.
نشعر بهول الكرات المعدنية والقنابل الكريهة وهي تخلق فجوات واسعة في خطنا الدفاعي الصغير، وتذوب مثل أول تسلقطات الثلج في الشتاء أمام هذه الرياح الرهيبة المخملة بالرصاص.[بحاجة لمصدر]

بدأت شركة ميلز بالانخراط في قتال يدوي على الخط الأمامي عندما أصيب، وتم إجلاؤه بسيارة إسعاف عندما تم إعلان تراجع القوات. أفاد تقرير واحد أن ساقه تحطمت، وقال ميلز فيما بعد إنها كانت إصابة في الركبة، بل كانت رصاصة مستقرة في مقدمة حوضه وقد تمت إزالتها من الجانب الخلفي.:p48 "لقد قطعوا في المكان الذي أشرت إله وعندما أخرجوها سمعت صوت شفط... كأنه صوت صافرة لن أنساه أبدًا.":p48 بعض التقارير تشير إلى أنه كاد أن يموت وحصل ميلز على لقب "الاسم الذي لن يموت". تم تسجيله بصفة معاق كليًا.:p354
أمضى ميلز أربعة أشهر في التعافي وقام ببعض الرسومات التي باعها عند عودته إلى بوفالو.:p48 في فترة النقاهة، بدأ كتابة العمل الذي أدى إلى سجلات الفوج الحادي والعشرين. كما زار مؤسسة سميثسونيان القديمة خلال هذا الوقت وشاهد لوحات جورج كاتلين الهندية ولوحات الحرب.:p48 تم تسريح ميلز في 22 ديسمبر 1862،:p354 وقدم الأوراق للحصول على معاشه العسكري، وتم منخ صفة عاجز (معاق).

## المسيرة الفنية

### البداية
عاد ميلز إلى بوفالو وكتب أول عمل بارز له، سجلات الفوج الواحد والعشرين من نيويورك. تم نشر الطبعة الأولى في ستة أجزاء، من أغسطس 1863 إلى يوليو 1866. تم تأجيل بعض الكتابات بسبب التعقيدات الناتجة عن إصابته ومرض خطير آخر أصابه. خلال هذا الوقت، واصل ميلز الرسم وحصل على ميدالية برونزية من جمعية الزراعة لولاية نيويورك عن لوحة لثور.:p49

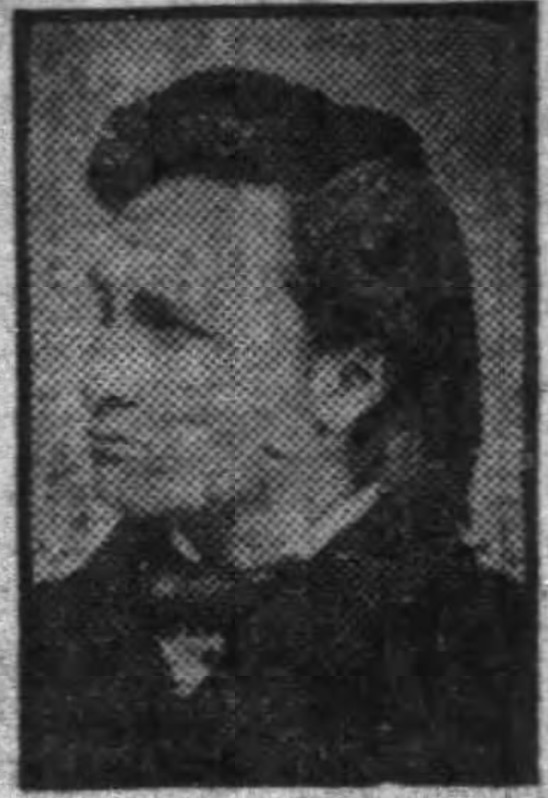
جون هاريسون ميلز، c. 1865

وصل قطار جنازة أبراهام لينكولن إلى بافالو في 27 أبريل 1865. كان ميلز حارس شرف للتابوت في قاعة سانت جيمس، رغم أنه بدا خارجًا عن المألوف بسبب إعاقته وشعره الطويل الشبيه بشعر الفنانين أكثر من شعر الجنود. لمدة ساعتين وبينما كان يتم تجهيز منطقة الاستقبال، سُمح لميلز برسم لينكولن. من هذه الرسومات قام بصنع تمثال نصفي من الجبس بارتفاع حوالي عشرة بوصات. تم صنع بعض النسخ باللون الرمادي، والتي تم إعادة إنتاجها بشكل كبير في خريف عام 1865.:p49 في عام 1865، وصف رئيس نادي بوفالو ناملِس (الذي كان عضوًا فيه لأكثر من خمس سنوات) ميلز بأنه "متمكن في النحت والشعر والرسم. تمثاله النصفي لأبراهام لينكولن، وقصيدته 'بوثس'، والصور بعنوان 'رؤية حياة' كل منها تعتبر أعمالاً رهيبة من جهة الفكرة والتركيب."
في عام 1867، قام ميلز برسم مشاهد من كارثة السكك الحديدية "أنغولا هورور" لجريدة فرانك ليسليز المصورة.
في عام 1869، أصبح ميلز شريكًا في عمل طباعة الليثوغراف.

من عام 1869 إلى 1872، كان ميلز ضمن طاقم عمل بافالو مورنينج إكسبريس، بدءا من قارئ نسخ إلى مساعد محرر تحت قيادة صموائيل كليمنز.:p50 لفترة من الوقت كان ميلز مسؤولًا عن تحويل الرسومات إلى خشب للطباعة،:p49 وقد أعاد عمل رسومات كليمنز لمجموعة من المقالات في بافالو إكسبريس تتهكم على تغطية ممرات المشي فوق شلالات نياجارا.:pp69،213–9 خلال هذا الوقت، كان ميلز وكليمنز عضوين في "نادي بلا اسم" للمحاربين القدامى.:p50 بحلول ديسمبر 1869، انتُخب ميلز لمنصب نائب قائد في جمعية المحاربين القدامى جيش الجمهورية الأعظم (GAR) لبوست شابلين في بافالو.

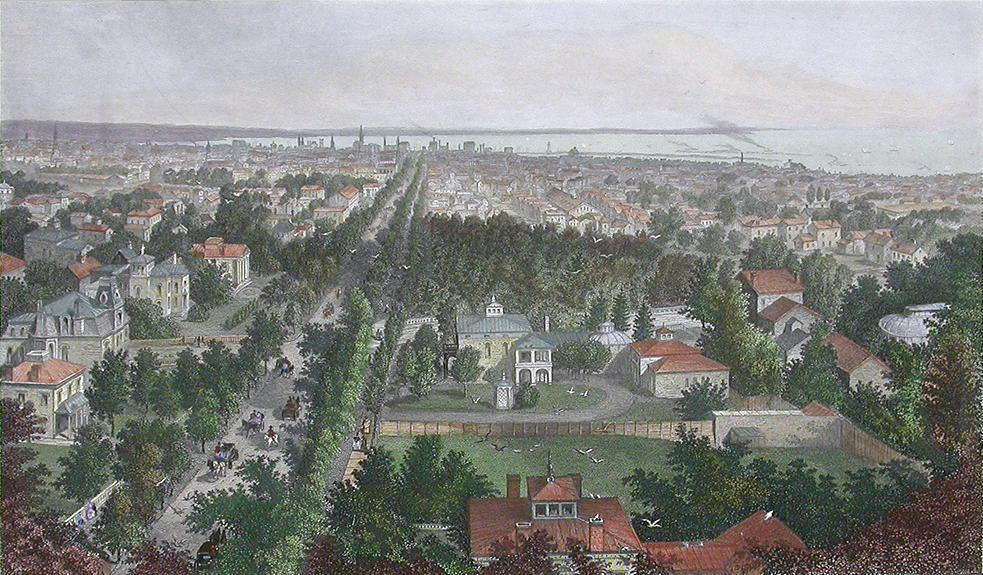
مدينة بافالو c. 1873

تزوج ميلز من هينرييتا فيل الكندية، في 25 أغسطس 1865. وُلد طفلهما الأول، هاريسون وينثروب، ق.  1867، ثم مارغريت إلفيرا بعد حوالي عام.:p49 وُلدت ابنة أخرى، بيرثا، في 1869 لكنها توفيت بعد بضعة أشهر.:p49 عاشت العائلة في منزل والد هينرييتا، وهو مهندس مدني. عانت هينرييتا من مرض وفي صيف عام 1872، نظرًا للمخاوف المتعلقة بصحتها، انتقلت العائلة:p57 إلى كولورادو، حيث كان لأخ ميلز، آرون شركة نقش.

### فنان الحروب
اشترى ميلز 5 فدادين من الأرض في البلدة.:p57[صف بدقة] حصل على جائزة في قسم الفنون في معرض كولورادو الزراعي، وقام برسم خروف لعرض مربي الماشية. نُشرت قصيدته في أخبار جبال روكي في دنفر. في عام 1873، انضم إليه الفنان هاميلتون هاميلتون، وقاموا ببيع الأعمال الفنية خلال العام. ذهبا في بعثة أُعالي أركنساس بدعوة من مالكي مكتبة Chain & hardy.:p79 قام ميلز برحلات أخرى على الخيل إلى الجبال لرسم اللوحات المائية، وبحلول عام 1873 عَرَضَ دروس فنون في دنفر.
واصل ميلز بيع اللوحات وساهم بأعمال فنية ومقالات للنشرات، بينما كان يسافر بشكل دوري إلى الجبال للرسم. ومع تحسن صحة زوجته، اشتريا عربة وبدآ في السفر. قاما برحلة إلى حوض كولورادو، المعروف باسم "ميدل بارك"، ووجدا مكانًا لإقامة مزرعة. حوالي عام 1874 كان وعائلته يعيشون في المنطقة التي كانت تُعرف آنذاك باسم ينابيع المياه الحارة الكبريتية، حيث أقامت هنرييتا مدرسة.:p58 أصبح هذا لاحقًا موضوع لوحته "المدرسة الأولى في ميدل بارك". ومع ذلك، على الرغم من أن المناظر الطبيعية كانت غنية وملهمة، لم يكن هناك سوق محلي لفنه وكانت الحياة صعبة.:p60 في مرحلة ما، عانى ميلز من حمى الروماتزم وكان لابد من إنقاذه من قبل الصيادين.:p57
في عام 1876، انتقلت العائلة إلى منزل من الطوب في دنفر وأخذ ميلز شقة في المكان الذي أصبح لاحقًا تابور غراند أوبرا هاوس.:p51 نظم ميلز مدارس وجمعيات فنية قصيرة الأمد. كما تم تعيينه قاضي تحقيق، على ما يبدو بناءً على سمعته في التوسط في الخلافات بين البيض وشعب يوت، وأصبح أيضًا سكرتير الحزب الجمهوري المحلي.
نجح في فن النقش في تلك الأوقات.:ص90 باع ميلز نقوشات خشبية وكتابات إلى سكريبنر الشهرية ومجلة هاربر.:ص84
على وجه الخصوص، تم نشر مقال مكون من 12 صفحة في سكريبنر مع معظم الرسومات الخاصة به مع القصة "صيد الغزلان في كولورادو" في سبتمبر 1978.
باع مقالًا آخر مصورًا لـ سكريبنر في أكتوبر 1879 بعنوان "معسكر الكربونات".
كلف جورج كروفوت ميلز بعمل رسومات ونقوش خشبية لعدة كتب إرشادية، من بينها كتاب "كولورادو سبرينغز، بايكز بيك شروق الشمس" عام 1881، والذي وصف بأنه أعظم نقشة خشبية قام بها.:ص.ص69-73[مِمَن؟]

كما كان ميلز مشاركًا في ملكية دار نشر في دنفر.
في يناير 1882، تم الإبلاغ عن بيع لوحة ميلز "مدرسة الحدود" إلى وولف لوندر، الذي أصبح لاحقًا عمدة دنفر، بمبلغ 1000 دولار (أكثر من 25،000 دولار في عام 2020). قام ميلز بعمل عدة لوحات عن "الحياة الرائدة في النقش" بما في ذلك "أخبار من الوطن" (1882) الموجودة الآن في متحف كولورادو سبرينغز للرواد.:p75 كرئيس لأكاديمية الفنون الجميلة في كولورادو، عمل ميلز مع السناتور الحكومي وعملاق التعدين هوراس تابور لإقامة معرض التعدين والصناعة في صيفي 1882 و1883. كما درّس ميلز من خلال الأكاديمية، وعقد الاجتماعات في مبنى دار الأوبرا تابور. ومن بين طلابه كان الرسام الكاريكاتوري السياسي ألبرت ولبير ستيل. على الرغم من الطبيعة القصيرة الأجل لبعض المجموعات التي أسسها – مثل أكاديمية كولورادو للتصميم – كان لميلز تأثير كبير في تطوير الفنانين وسوق الفن في كولورادو.:pp61-2
عادت صحة هنريتا وأنجبت طفلًا ثالثًا - جون إيغيرت - في 19 يونيو 1882. في يوليو 1883، كانت هنريتا مندوبة من فرع دينفر التابع للاجتماع الوطني. تم تأسيس فيلق الإغاثة النسوي بواسطة GAR في فرع فراجوت. كانت هنريتا عضوًا مؤسسًا وأسست فرع ولاية كولورادو في منزل ميلز في دينفر، وأصبحت أول رئيسة له. (وكان اسمه فيلق فراجوت [بعد فرع فراجوت].) في أكتوبر، كتبت ميلز مقالًا يرد على المنظمة والمجموعات العسكرية المحلية. في منتصف ديسمبر، ساعدت ميلز في تنظيم فيلق GAR في دلتا، كولورادو، وفي نهاية ديسمبر تم انتخاب ميلز قائدًا لفيلق GAR فراجوت.

### منظم المعارض

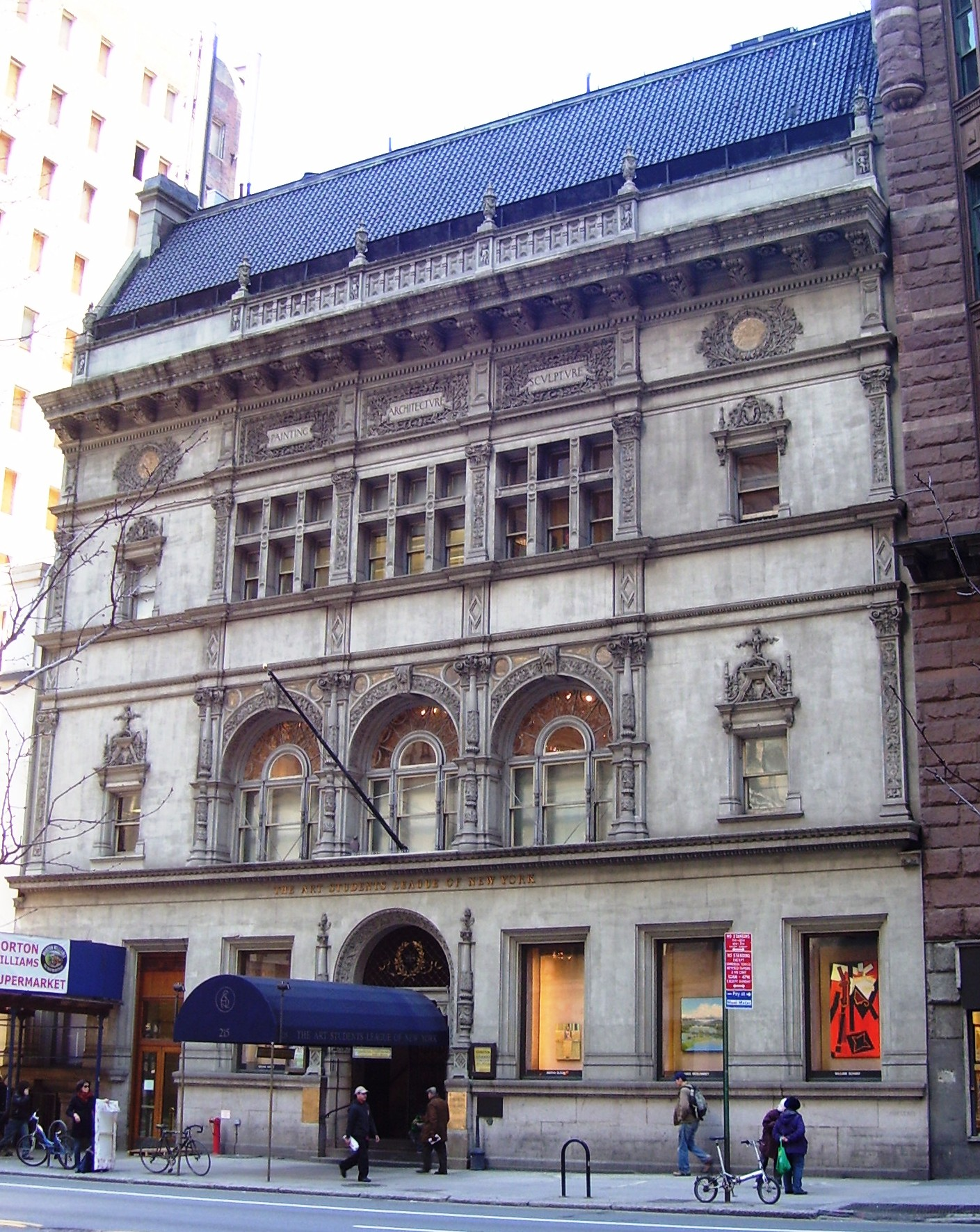
مبنى الجمعية الأمريكية للفنون الجميلة، بني بين 1891–92

نشرت المعارض في جمعية الفن الأمريكي في مدينة نيويورك (ق. 1885–1888) عن سمعة ميلز وانتقل إلى مانهاتن حيث تمت دعوته إلى تأسيس نقابة فنون نيويورك، ليصبح مديرها العام تحت رئاسة توماس موران.:p84 في عام 1889، تم دمج الجمعية الأمريكية للفنون الجميلة في نيويورك مع ميلز بين الأمناء. وقد شغل منصبًا مشابهًا عند دمج نقابة فنون نيويورك في عام 1891. وعلق ميلز في هذا الوقت بأنه كان مشغولاً جدًا للقيام بأكثر من رحلات قصيرة إلى الريف.
في عام 1892، كان ميلز يشرف على الإسهامات المتعلق بنيويورك في معرض عالم الفن في مؤسسة سميثسونيان في واشنطن، حيث استضافت هنرييتا حفل استقبال في البيت الأبيض للفنانين. كما افتتح ميلز شركة شحن للفنانين (والتي استولى عليها ابنه هاريسون بحلول عام 1898). في يونيو، ساهم ميلز في لوحة "على أرض الكروكيه لسنترال بارك" لجمع التبرعات لضريح جرانت. عرض أعماله في معرض كولومبي العالمي لعام 1893 في شيكاغو. نظم ميلز العديد من المعارض الفنية خلال هذا الوقت، بما في ذلك سلسلة معارض "آرت كالينداريم" لعام 1898 لنادي نيويورك للفنون.
في عام 1895، نَظَّمَ ميلز ملاذًا لطلاب الفنون في منزل صيفي في روثسي، نيو برونزويك، ثم نظم مدرسة للفنون وسلسلة معارض للطلاب. في أغسطس 1897، اصطدم دراج بميلز وكُسرت ذراعه.

بحلول أبريل 1901، انتقل ميلز إلى ويستفورد، نيويورك، حيث شكلت هنريتا فرعاً لنادي مجتمع صن شاين (وهو نادي الخدمة الذي يعمل غالباً مع المكفوفين). في عام 1902، فاز ميلز بجائزة قدرها 100 دولار من صحيفة نيويورك هيرالد لأفضل قصيدة في الذكرى السنوية لـ معركة غيتيسبيرغ. لم تحظ قصيدته، "اليوم الثالث"، بإشادة نقدية عالمية، لكنها انتشرت على نطاق واسع وجلبت لميلز دعاية كبيرة. وتنتهي القصيدة بهاته الأبيات: 
على الأرضِ جُرحاهم سَجَّوا،  

فما عادَ للبيتِ متَّسَعٌ يُروى؛  

وصبيّةٌ لم تُبدِ خَوفًا شديد،  

لكنَّ عيونَ الحنانِ بكتْ سَوى؛  

قذائفُ الموتِ في البلدةِ طافت،  

ومع المُحتضِرينَ استلقتْ بلا أَوى؛  

وابتسمتْ وهي في الحتفِ هادئةٌ،  

فما خافتِ الموتَ عندَ غروبِ الضُحى.

### المجتمع الفني في بافالو
في عام 1904، عاد ميلز وزوجته إلى بوفالو. في الستينات من عمره، كان ميلز يستضيف الفنانين، ويعقد اجتماعات ومعارض فنية في منزله، غالبًا على أساس أسبوعي.[[تصنيف:مقالات بحاجة لتهذيب المصادر منذ { {{{2}}}]][استشهاد كثيف] أشارت السيرة الذاتية عن ميلز في كتاب الفنانين السنوي لعام 1905، الذي نشر في شيكاغو، إلى أنه عرض أعماله في الأكاديمية الوطنية للتصميم في نيويورك وكان عضوًا في نوادي الفنون الاحترافية بما في ذلك نادي سالماجندي في نيويورك وبعض الأندية في فيلادلفيا.
واصل ميلز الرسم وأنتج بشكل كبير صورًا شخصية في هذا الوقت.
كما درس فصلًا في تشكيل الطين وعرض أعمال طلابه الفنيين.
أصبح ميلز عضواً مؤسساً لنادي الفنانين والرسامين في بوفالو، وانضم إلى جمعية بوفالو التاريخية. كان ميلز نشطاً أيضاً مع جمعية بوفالو للفنانين، حيث عرض بعض اللوحات. عرض ميلز عدة مرات في معرض أولبرايت. من بين المجموعات التي استضافها ميلز كانت رابطة الفكر التقدمي. الاجتماع التجاري في عام 1908 عُقد في مقرهم، وكان ميلز مُدرجاً كنائب للرئيس.
في يناير 1910، قدم ميلز لوحة للقائد الجديد لـ تشابين بوست في حفل استقبال GAR. في عام 1911، زار ميلز بول ران في الذكرى الخمسين للمعارك هناك، وصنع بعض الأعمال التذكارية. كتب ميلز قصيدة تذكارية لـ غيتيسبيرغ، "إلى المخلصين الراحلين". تم تكريمه في تجمع GAR لـ غيتيسبيرغ، ولاحقاً في اجتماع لقدامى المحاربين في الفوج 21. ظل ضابطاً منتخباً في فيلق GAR حتى وفاته.
انضم ميلز إلى نقابة الفنون المتحالفة في يناير 1916. في مارس، كتب ميلز كتيباً عن الفنانين الأولين في كولورادو.:pp76،86

## ترويج مجتمع البهائيين في بفالو
ذكر ميلز أنه كان مهتمًا بـ البهائية منذ عام 1898، عندما كان يعيش في نيويورك سيتي. تم تعريفه على الدين من خلال زوج ابنته مارغريت، تشارلز سبريغ، الذي كان بهائياً نشطًا في نيويورك في عام 1900. مارغريت انتقلت إلى بوفالو في مارس 1906، وكانت سلسلة من المحاضرات التي قدمتها في الشهر التالي أول ذكر للدين البهائي في الصحف المحلية. كان هذا في الوقت الذي تم فيه لاحقًا إنشاء الاجتماعات الأولى للبهائيين.
لخص الباحث الديني روبرت ستوكمان رسالة من نوفمبر 1906 إلى هنرييتا من بيت الروحانيات البهائي في شيكاغو (سلف لمؤسسة الإدارة البهائية التجمع الروحي المحلي) كما يلي: "لا يوجد أي بهائيين هناك."
مارغريت تحدثت في رابطة الفكر التقدمي (نظم ذلك العام من قبل إليزابيث مارني كونر وغريس كاريو شيلدون)، وقدمت بحثا نُشر في الصحيفة المحلية. بحلول منتصف يوليو، أصبحت مارغريت نائبة رئيس الرابطة.
خلال أغسطس 1906، استضافت عائلة ميلز البهائية ألما كنوبلوخ،[من؟] التي قامت بترويج تلك العقيدة من خلال منشورات في الصحف المحلية واجتماعات عقدت في منزل عائلة ميلز.
مارغريت كتبت إلى عبد البهاء، رئيس الديانة البهائية، معبرة عن رغبتها في اعتناق الديانة.
قبل أن تتلقى رداً، عانت مارغريت من ليلة من الهستيريا وكسرت ذراعها أثناء هروبها من منزل والديها؛ ووضعت في مستشفى حكومي.
في أبريل ومايو 1907، قدم ميلز المحاضرات: "البهائيون في الوطن والخارج" ومحاضرة عن "مهمة الدين كموحد لجميع الأديان". في العام التالي ألقى محاضرة مطولة في العصبة، "أساس العقيدة البهائية" والتي نُشرت في بافالو تايمز.
احتسب ميلز حوالي 35 شخصاً ضمن مجتمع البهائيين في بافالو، ووصف العقيدة بأنها "الحبل الذي يربط جميع الأديان بالله الواحد".
يمكن الحصول على الأدب البهائي مجاناً من منزل ميلز.
مثل ميلز جماعة البهائيين في بوفالو في المؤتمر الوطني في مارس 1909،:ص462-3 حيث صوت لنواة التنظيم الوطني للبهائيين. استمرت الاجتماعات البهائية المنتظمة في منزل ميلز. ووُصف بأنه رئيس المجتمع البهائي المحلي وتم إدراج اجتماعاته في الطبعات الأولى من نجم الغرب (المجلة الوطنية البهائية). في يونيو 1912، استقبل ميلز ʻعبد البهاء في بوفالو. استمرت الاجتماعات في المنزل بعد وفاة ميلز، وأشار بعض الزوار من الخارج إلى المنزل باعتباره "مركز البهائيين".

## الوفاة والذكرى
توفي ميلز في 23 أكتوبر 1916. عرض معهد الفنون في شيكاغو أعماله في ديسمبر. سار مجموعة من قدامى المحاربين في الحرب الأهلية في الصيف التالي إحياءً لذكرى ميلز وآخرين.
كاتب السيرة الذاتية نيلسون أ. ريجر وصف ميلز بأنه "رجل ذكي للغاية، يهتم بأعمق الأشياء، حساس، مُحفز بقوة، ذو خبرة واسعة".:ص2 كان هناك معرض عن ميلز يحتوي على مقتطفات صحفية وفنون في مكتبة دنفر العامة في أوائل الثلاثينيات من القرن الماضي.
كان هناك اهتمام متجدد بميلز ق. 1992، وتم تضمين لوحته "المخيم في جبال روكي" في مجموعة "أمريكا الغربية: مناظر طبيعية والهنود" لفترة 1994–1998.:p75 وبدأت السير الذاتية في الظهور. "من بومانزفيل والعودة: ملحمة جون هاريسون ميلز" (1999)  و"الإنساني الأسمى: مارك توين وجون هاريسون ميلز" (2002) تم نشرها في منطقة بوفالو. وذكر أن نص ميلز الأصلي عندما عاش مارك توين في بوفالو، لا يزال غير معروف باستثناء المقاطع المطبوعة في الصحف. أعادت مجلة معهد التراث في غرب نيويورك طباعة هذه المقاطع. وكتب في سيرة ذاتية لعام 2004 عن مارك توين أن ميلز.
في عام 2009، نُشرت سيرة ذاتية عن سنوات ميلز الأولى كرسام في كولورادو. عرضت مكتبة هنتنغتون في سان مارينو، كاليفورنيا، لوحة لميلز في عام 2011.[بحاجة لتوضيح]
توجد أعمال ميلز في معرض ألبرایت نوكس ومتاحف رواد كولورادو سبرينغز.

## الأعمال البارزة

### الشعر
- بووثز[28]
- قصيدة عن عام 1871، عنوان غير معروف (1873)[41]
- أوفر ذا رينج (1874)[158][159][40]
- "كولورادو" (1880)[40]
- "اليوم الثالث" (سنة غير معروفة)[87]
- "ما فعلوه بالعلم" (سنة غير معروفة)[160]
- "رفع" (سنة غير معروفة)[161]
- "إلى الراحلون المخلصون" (سنة غير معروفة)[162]

### كتابات أخرى
- تاريخ الفوج الواحد والعشرون، نُشر في خمسة أجزاء (1863–1866)[19][13]
- صيف الهند (1874)[163]
- صَيد بغل الغزال في كولورادو (1878) قصة من 12 صفحة مع رسومات توضيحية لـسكريبنر الشهرية[53]
- مخيم الكربونات (1879) قصة مع رسومات توضيحية لـسكريبنر الشهرية[40][54]
- عندما عاش مارك توين في بوفالو (1910)[164]

### النحت
- تمثال نصفي لأبراهام لينكولن، 1865[26][27]
- تمثال نصفي لجيسي كيتشام (السنة غير معروفة)[165]

### اللوحات
- لوحة ثور (العنوان والسنة غير معروفين)، حصلت على ميدالية برونزية من جمعية الزراعة لولاية نيويورك في عام 1864.[7]:p49
- حلم الحياة[28]
- بورتريه لمارك توين، العنوان غير معروف (1870)[32]:pp166،305[7]:p50[18]
- لوحة خروف (العنوان غير معروف، 1873)[40]
- لوحة "شلالات بولدر" (العنوان والسنة غير معروفين)[40]
- "شرق على سو. بولدر"[40]
- "غرب على الغراند"[40]
- "فنان يرسم لوحة ساخرة"[156]
- "أول مدرسة في ميدل بارك" (1876)[51][50]
- "عبر النار والفيضانات" (1878)[166]
- "مدرسة الحدود" (السنة غير معروفة)[57]
- "أخبار من الوطن" (1882)[59][7]:p75
- "طريق مورغان" (السنة غير معروفة)[167]
- "الشهداء المنسيون" (السنة غير معروفة)[167]
- "الأسير" (السنة غير معروفة)[167]
- "رحيل عند الشارع" (السنة غير معروفة)[167]
- "والده جندي" (السنة غير معروفة)[167][50]
- "موقع مخيم في جبال الروكي" (1887)[7]:p75
- "بورتريه هنريتا فيل ميلز" [زوجته]، 1889
- بورتريه تشارلز والتر كودوك (1888) [108][1]
- "على ملعب الكروكيت في سنترال بارك" (السنة غير معروفة)[78]
- "بورتريه الابن الأصغر لرئيس قبيلة سينيكا الأحمر جاكيت" (1906)[168]
- بورتريه البهائي 'عبد الكريم (1908)[169]
- "السلام العائد" (السنة غير معروفة)[165]

### الرسمات والرسومات التوضيحية
- عرض بقايا ضحايا كارثة أنغولا للتعرف عليهم، في استراحة الجنود، بوفالو (1867)[29][30]
- رسم تخطيطي فكاهي غير معنّون لشرطي يتشاجر مع الأطفال[170]
- "الحياة والمشاهد في دنفر، كولورادو"، رسوم توضيحية في عام 1873 لمجلة فرانك ليزلي ويكلي[46]
- "مشهد من الشارع – شراء اللوازم للجبال والمناجم"، رسوم توضيحية في عام 1873 لمجلة فرانك ليزلي ويكلي[47]
- "صيد الغزال البغل" (1876) لمجلة ذا سنتشري مجلة[48]

### النقوش
- رسومات لـ "بحيرات شيكاغو تحت جبل إيفانز الشاهق" (1880)[7]:الصفحات69-73
- رسومات لـ "كولورادو سبرينغز، غروب الشمس في بيك بيك" (1881)[7]:الصفحات69-73
- رسومات لـ "بالقرب من تلة كينوشا، سكة حديد يونيون باسيفيك" (1881)[7]:الصفحات69-73
- رسومات لـ "جنوب بارك من تلة كينوشا" (1881)[7]:الصفحات69-73